# Wanderer (Glasmacher)
Wander oder Wanderer ist eine alte Glasmacher- und Glasmalerfamilie, die mehrere Glashüttenmeister hervorbrachte und durch die Verleihung eines vererblichen kaiserlichen Wappens gewürdigt wurde.

## Geschichte
Der Ursprung des Namens Wander ist nicht eindeutig belegt. Es wird vermutet, dass er in einer mittelalterlichen Abwandlung oder Eindeutschung des flämischen oder französischen Wortes „vendeur“ (Händler) zu suchen ist. Es gibt nach dem heutigen Stand der genealogischen Forschung vier in verschiedenen Regionen sesshafte und voneinander unabhängige Sippen, deren gemeinsamer Ursprung nicht nachgewiesen werden konnte.

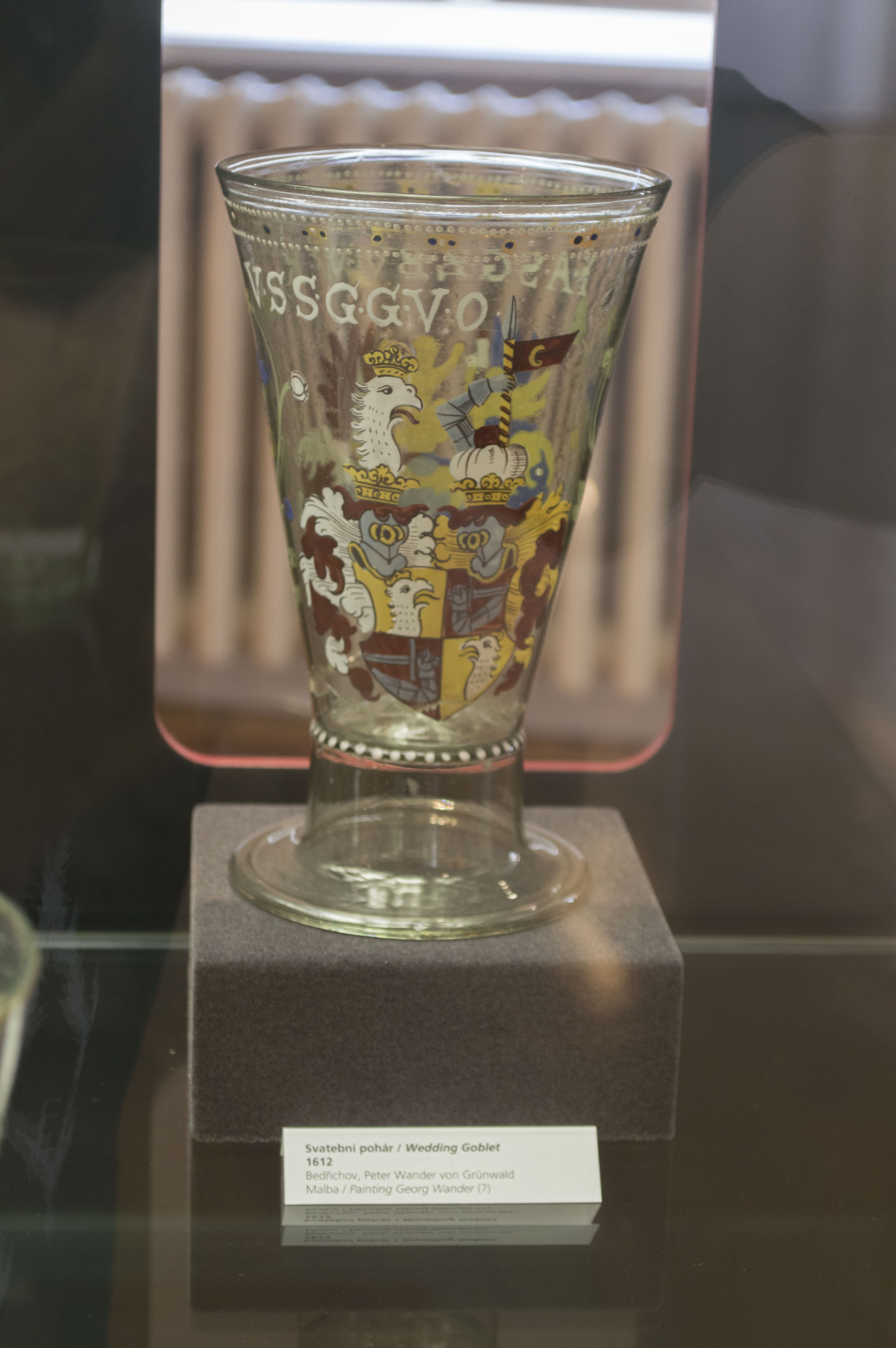
Wappenbecher von Peter Wander von Grünwald

Der älteste Zweig hat seinen Ursprung vor 1500 in Crottendorf im sächsischen Erzgebirge, wo es noch heute den Gasthof zur Glashütte gibt. Um 1529 übernahm der Sohn von Glashüttenbesitzer Ambrosius Wander, Peter Wander, die Glashütte seines Vaters. Danach ging die Crottendorfer Hütte auf Brosius Wander über. Peter Wander legte wegen Zinserhöhungen Einspruch ein. Da diesem nicht stattgegeben wurde, wanderte die Familie (vermutlich zwischen 1537 und 1550) nach Böhmen aus und errichtete im Isergebirge am linken Ufer der Lausitzer Neiße bei Gablonz eine Glashütte, aus der sich der Glasmacherort Grünwald an der Neiße entwickelte. Die Familie Wander(er) leistete einen großen Beitrag der dortigen Glasindustrie.
1598 errichtete die Familie in Friedrichswald wieder eine Glashütte, die Peter Wander drei Jahre später nach dem Tod des Melchior von Redern kaufte. Peters Bruder Georg galt als einer der begabtesten Glasmaler seiner Zeit im Isergebirge. Die Familie legte den Grundstein für den Ort Friedrichswald. 1599 erhielten Elias, Georg, Georg und Ambrosius Wander in Böhmen unter Kaiser Rudolf II. den Wappenbrief bzw. ein vererbbares Wappen für hervorragende Leistungen in der Glasherstellung und Glasmalerei. Ein Mitglied der böhmischen Familie wurde 1818 als k. k. Rat und Straßenbaudirektor in den Ritterstand erhoben: Josef Leopold Wander Ritter von Grünwald (1759–1822), gewürdigt als der Begründer des modernen Straßenbaunetzes in Böhmen. Dessen Sohn Joseph Theodor Wander Ritter von Grünwald (1817–1845), ein vielversprechender romantischer Literat, starb im Alter von nur 28 Jahren.
Ein Sohn des Grünwalder Hüttenmeisters Elias Wander, Elias Wanderer junior, verließ auf der Suche nach neuen Arbeitsgebieten und auch wegen der ständigen Auseinandersetzungen zwischen Katholiken und Protestanten Böhmen. Im protestantischen Fichtelgebirge, in Bischofsgrün, fand er 1611 seine neue Heimat. Von diesem Zeitpunkt an ist der Nachname aller Nachfahren in den Kirchenbüchern in örtlicher Schreibweise nochmals maskulin gebeugt zu Wanderer festzustellen.
Elias junior brachte von Böhmen den ausgereifteren Stil der deutsch-böhmischen Glasmalerei und neue Techniken mit, besonders in der Emailglasmalerei, bei der Schmelzfarben sich beim Einbrennen mit der Glasoberfläche verbinden und die Malerei besonders haltbar machen. Elias erhielt 1652 unter Kaiser Ferdinand III. mit seinen Söhnen Matthäus und Heinrich in Bischofsgrün im Fichtelgebirge, die Erneuerung des im Dreißigjährigen Krieg verloren gegangenen Wappenbriefes von 1599, ebenfalls für hervorragende Leistungen in der Glasherstellung und -malerei.
Ein Enkelsohn des Bischofsgrüner Elias, Wolfgang Wanderer (1651 bis 1725), ging 1671 nach Lauscha in Thüringen. Er wirkte dort als Glasmaler und Praeceptor (Privatlehrer) und heiratete Margarete Müller. Sie war die Tochter des Glas- und Hüttenmeisters Hans Müller aus Lauscha. 1682 kehrt er mit seiner Familie nach Bischofsgrün zurück und erbaute hier die Neue Hütte. Die Familie kommt später wieder in der Lauschaer Region vor, so ging 1719 der Glasmacher und Glasmaler Friedrich Wanderer (1693–1764) von Bischofsgrün nach Neuhaus am Rennweg. Die Wanderer verbreiteten sich besonders im Fichtelgebirge rund um den Ochsenkopf, z. B. in Bischofsgrün, Warmensteinach, Bayreuth und in anderen Städten wie z. B. Halle. In Bayreuth wirkten August und Adam Clemens Wanderer als hervorragende Fayencemaler. Exponate finden sich im Historischen Museum von Bayreuth.